# Bučići (Novi Travnik, BiH)
Bučići su naseljeno mjesto u općini Novi Travnik, Federacija Bosne i Hercegovine, BiH.

## Stanovništvo

### Popisi 1971. – 1991.
| Bučići             |               |               |               |
| godina popisa      | 1991.         | 1981.         | 1971.         |
| Hrvati             | 868 (96,65 %) | 794 (90,02 %) | 435 (96,23 %) |
| Srbi               | 4 (0,44 %)    | 5 (0,56 %)    | 4 (0,88 %)    |
| Muslimani          | 0             | 0             | 13 (2,87 %)   |
| Jugoslaveni        | 20 (2,22 %)   | 81 (9,18 %)   | 0             |
| ostali i nepoznato | 6 (0,66 %)    | 2 (0,22 %)    | 0             |
| ukupno             | 898           | 882           | 452           |

### Popis 2013.
| Bučići             |               |
| godina popisa      | 2013.         |
| Hrvati             | 434 (99,31 %) |
| Srbi               | 2 (0,46 %)    |
| Bošnjaci           | 0             |
| ostali i nepoznato | 1 (0,23 %)    |
| ukupno             | 437           |

## Poznate osobe
- Marijan Šunjić, biskup

## Religija
Sjedište je istoimene župe.
U Bučićima, uz cestu prema Nević Polju je Samostan Školskih sestara franjevki Krista Kralja. Uz cestu prema Stojkovićima i Čehovi je katoličko groblje s kapelom. Prema jugu, na putu prema Gornjim Balićima, u Potoku je katolička crkva Marije Kraljice.

## Šport
U Bučićima, uz cestu prema Nević Polju je malonogometno igralište, u blizini samostana franjevki.